# Nitritreduktasen
Nitritreduktasen sind Enzyme in Pflanzen und Bakterien; sie spielen eine wichtige Rolle in der Stickstoffassimilation von Pflanzen und der Nitratatmung in Bakterien (Denitrifikation). Nitritreduktasen katalysieren die Reduktion von Nitrit (NO2−) und gehören zu den Oxidoreduktasen.
Es gibt vier Enzymklassen, die Nitritreduktase genannt werden:
- die nur in Pflanzen vorkommenden Ferredoxin-Nitritreduktasen (EC 1.7.7.1), bei der Ammonium (NH4+) entsteht:
{\displaystyle \mathrm {NO_{2}^{-}+6\ Ferredoxin_{red}+8\ H^{+}\rightarrow \ NH_{4}^{+}+6\ Ferredoxin_{ox}^{+}+2\ H_{2}O} }
- das in Bakterien vorkommende Cytochrom cd1 (EC 1.7.2.1), bei der Stickstoffmonoxid (NO) entsteht:
{\displaystyle \mathrm {\ NO_{2}^{-}+2\ H^{+}+Acceptor_{red}\rightarrow \ NO+\ H_{2}O+Acceptor_{ox}^{2+}} }
- Cytochrom c552 in Bakterien (EC 1.7.2.2), bei der formal Ammoniak (NH3) entsteht:
{\displaystyle \mathrm {\ NO_{2}^{-}+7\ H^{+}+6\ Acceptor_{red}\rightarrow \ NH_{3}+2\ H_{2}O+6\ Acceptor_{ox}^{+}} }
- Nitritreduktase (NADPH) in Bakterien und manchen Pilzen (EC 1.7.1.4), bei der unter Verbrauch von NADH bzw. NADPH Ammoniumhydroxid (NH4OH) entsteht:
{\displaystyle \mathrm {\ NO_{2}^{-}+3\ NAD(P)H+4\ H^{+}\rightarrow \ NH_{4}OH+3\ NAD(P)^{+}+\ H_{2}O} }